# Argumentum ad lazarum
Argumentum ad lazarum, den fattiges argument, är ett argumentationsfel som grundar sig på att den fattiges åsikt är den rätta. Exempel:
- De hemlösa säger att polisen är för våldsam. Därför måste polisens befogenheter minskas.
- Folket i Afghanistan och Indonesien protesterar mot Israel. Alltså gör Israel fel.

Motsatsen, den rikes argument, kallas Argumentum ad crumenam.